# Corrent Magallànic

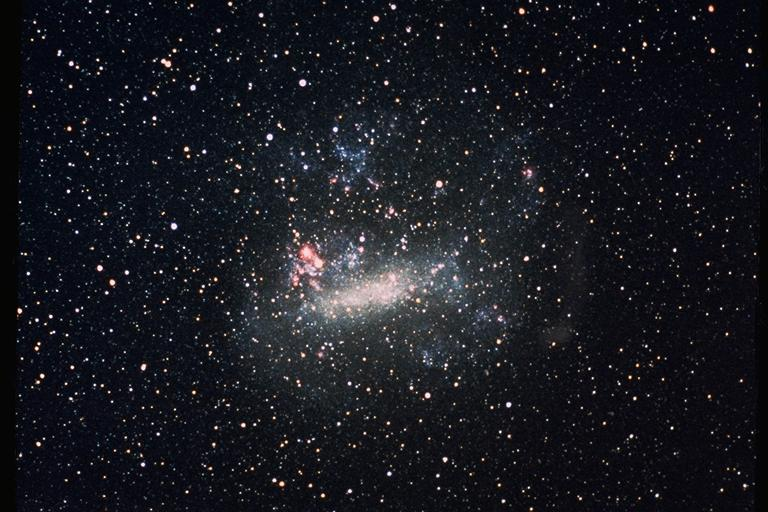
El Gran Núvol de Magalhães

El Corrent Magallànic és un flux d'hidrogen neutre (HI) format per la interacció gravitacional de la Via Làctia i els Núvols de Magalhães.
Va ser descobert per Wannier i Tirion el 1972, mentre que dos anys després va ser establerta la relació entre el corrent i els núvols de Magalhães; abans del seu descobriment, s'havia observat una anomalia en la velocitat dels núvols de gas d'aquella àrea, però els núvols encara no havien estat mapats i, per tant, no es va relacionar amb les dues galàxies satèl·lits, la natura d'aquest núvol era excepcional, la llargada es calculava en prop de 600.000 anys llum, el que suposava 180 Kiloparsec (de fet s'estén ben bé 180° al cel), amb una distància mitjana de prop de 180.000 anys llum (55 Kpc).

## Observació i models estructurals
Els científics poden produir models que puguin explicar les antigues òrbites dels seus components gràcies a la proximitat dels dos núvols de Magalhães a la nostra galàxia i a la consegüent possibilitat de resoldre els seus components estel·lars i, en alguns casos, la seva paral·laxi; Els primers models proposats el 1980 eren simples i sense gaire detalls. El 1998, a conseqüència del mapatge del cel en totes les longituds d'ona, es va descobrir que la massa del núvol interestel·lar provinent del núvol de Magalhães estava connectada al mateix núvol, demostrant l'existència d'un braç avançat; a més, va ser identificada la relació dels components químics entre el corrent i els dos núvols.
Els nous models han estat elaborats a partir del descobriment del braça avançat i han considerat els efectes de la gravetat a través del camp de marea, incloent-hi els moviments de l'halo galàctic, la dinàmica del gas, la formació estel·lar i l'evolució química. A través d'aquests elements es pensa que les forces de marea actuen bàsicament sobre el Petit Núvol de Magalhães, ja que té una massa menor, i no es troba gravitacionalment afectat, mentre el Gran Núvol de Magalhães es troba afectat per una constant hemorràgia d'estrelles i matèria, atrapada per la intensa força de gravetat de la Via Làctia, afavorida per la presència al núvol gran d'una notable quantitat de gas.